# Protease-aktivierte Rezeptoren

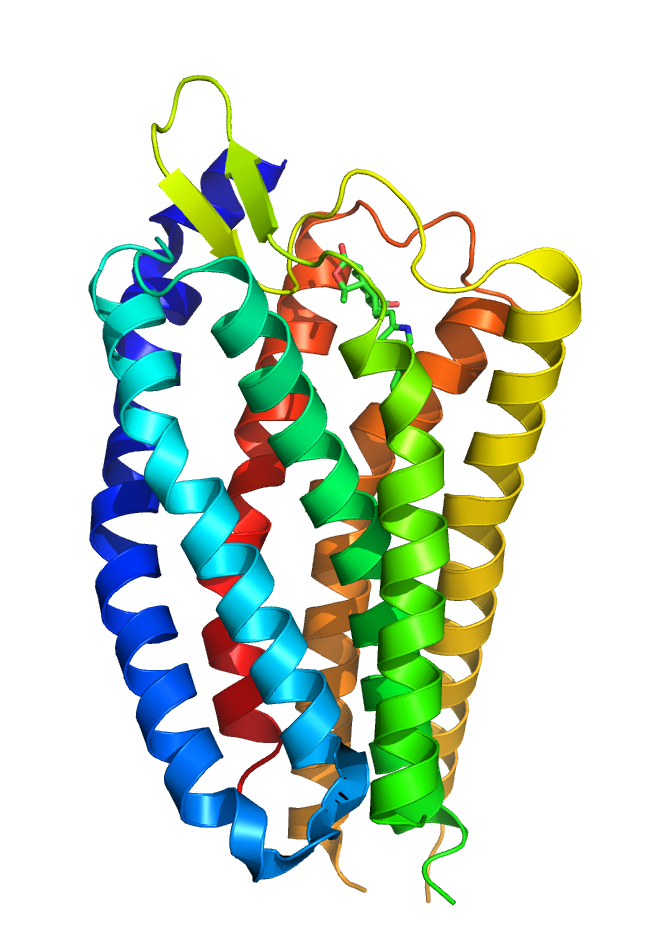
3D-Strukturmodell des Protease-aktivierten Rezeptors PAR1 in Komplex mit dem PAR1-Antagonisten Vorapaxar basierend auf der Kristallstruktur PDB 3vw7.

Protease-aktivierte Rezeptoren (PARs) stellen eine Untergruppe der G-Protein-gekoppelten Rezeptoren dar. Die Aktivierung dieses Rezeptortyps beruht auf der Wirkung von Serinproteasen (insbesondere Thrombin), welche den extrazellulären N-Terminus des Rezeptors abspalten und dadurch eine Proteindomäne freilegen, welche als gebundener Ligand (tethered ligand) fungiert und dauerhaft mit der Ligandenbindedomäne des Rezeptors assoziiert bleibt. PARs spielen eine wichtige Rolle in der Thrombozytenaktivierung und im Kontext verschiedener atherosklerotischer Prozesse.

## Klassifizierung und Vorkommen
Es werden vier PAR-Isoformen unterschieden (PAR1–4), von denen PAR1, PAR3 und PAR4 unter physiologischen Bedingungen durch Thrombin aktiviert werden können. PAR2 wird nicht durch Thrombin, jedoch durch verschiedene andere Gerinnungsfaktoren sowie Trypsin aktiviert.
Bisher wurden Protease-aktivierte Rezeptoren in verschiedenen Zelltypen des vaskulären Systems (u. a. Thrombozyten, Endothel- und Glattmuskelzellen) entdeckt und charakterisiert. Daneben konnten PARs auch in Zellen des Nervensystems sowie in T-Lymphozyten nachgewiesen werden.

## Biologische Funktion
Die funktionelle Bedeutung der Protease-aktivierten Rezeptoren wurde bisher vor allem an vaskulären Zellen untersucht. Die wichtigste Funktion der PARs besteht hier in der Mediation von Thrombinsignalen in das Zellinnere. Ausgehend vom Thrombin-aktivierten Rezeptor und den auf der cytoplasmatischen Seite mit ihm assoziierten heterotrimeren G-Proteinen werden – je nach Rezeptorisoform und Zelltyp verschiedene – intrazelluläre Signalwege aktiviert und so bestimmte zelluläre Prozesse wie Zellaktivierung (bei Thrombozyten), Proliferation, Migration, Zellmatrixsynthese (bei vaskulären glatten Muskelzellen) etc. gesteuert.